# Sybra anulata
Sybra anulata är en skalbaggsart som först beskrevs av Heller 1924.  Sybra anulata ingår i släktet Sybra och familjen långhorningar.
Artens utbredningsområde är Filippinerna. Inga underarter finns listade i Catalogue of Life.